# 1000-km-Rennen von Zeltweg 1971

Streckenlayout des Österreichrings 1971

Das dritte  1000-km-Rennen von Zeltweg, auch Austrian 1000 Kilometres, Österreichring, Zeltweg, fand am 27. Juni 1971 auf dem Österreichring statt und war der zehnte Wertungslauf der Sportwagen-Weltmeisterschaft dieses Jahres.

## Das Rennen
Beim 1000-km-Rennen 1971 konnte das Team von John Wyer den Vorjahressieg wiederholen. Diesmal siegten Pedro Rodríguez und Richard Attwood auf einem Porsche 917, mit zwei Runden Vorsprung auf die beiden Alfa Romeo TT33/3 von Toine Hezemans/Nino Vaccarella und Nanni Galli/Rolf Stommelen.

## Ergebnisse

### Schlussklassement
| 1                  | S 5.0   | 16 | John Wyer Automotive         | Pedro Rodríguez Richard Attwood              | Porsche 917K      | 170 |
| 2                  | P 3.0   | 3  | Autodelta SpA                | Toine Hezemans Nino Vaccarella               | Alfa Romeo T33/3  | 168 |
| 3                  | P 3.0   | 2  | Autodelta SpA                | Rolf Stommelen Nanni Galli                   | Alfa Romeo T33/3  | 168 |
| 4                  | S 5.0   | 18 | Scuderia Brescia Corse       | Mario Casoni Marsilio Pasotti                | Ferrari 512M      | 159 |
| 5                  | S 2.0   | 26 | Ennio Bonomelli              | Ennio Bonomelli Vincenzo Cazzago             | Porsche 910       | 149 |
| 6                  | GT +2.0 | 43 | Peter Kersten                | Clemens Schickentanz Peter Kersten           | Porsche 911S      | 139 |
| 7                  | GT +2.0 | 52 | Porsche Club Romand          | Claude Haldi Paul Keller                     | Porsche 911S      | 139 |
| 8                  | S 2.0   | 24 | Bosch Racing Team            | Andreas Trummer Dieter Sessitsch             | Porsche 906       | 139 |
| 9                  | GT 2.0  | 37 | Peter-Ernst Strähle          | Günter Steckkönig Dieter Schmid Roland Bauer | Porsche 914/6 GT  | 136 |
| 10                 | GT +2.0 | 38 | Kremer Racing                | Erwin Kremer Rudi Lins                       | Porsche 911S      | 133 |
| 11                 | GT +2.0 | 46 | Porsche Club Romand          | Pierre Greub Jean-Claude Guérie              | Porsche 911S      | 133 |
| Nicht klassiert    |         |    |                              |                                              |                   |     |
| 12                 | GT 2.0  | 44 | Joseph Greger                | Aake Anderrson Jürgen Barth                  | Porsche 911S      | 98  |
| Ausgefallen        |         |    |                              |                                              |                   |     |
| 13                 | P 3.0   | 7  | SpA Ferrari SEFAC            | Jacky Ickx Clay Regazzoni                    | Ferrari 312PB     | 148 |
| 14                 | GT 5.0  | 28 | Martini International Racing | Helmut Marko Gérard Larrousse                | Porsche 917K      | 122 |
| 15                 | S 5.0   | 22 | Herbert Müller               | Herbert Müller René Herzog                   | Ferrari 512M      | 17  |
| 16                 | GT +2.0 | 36 | Peter-Ernst Strähle          | Roland Bauer Giulio Pucci                    | Porsche 911S      | 16  |
| 17                 | S 5.0   | 30 | Escuderia Montjuich          | José Juncadella Àlex Soler-Roig              | Ferrari 512M      | 12  |
| 18                 | P 3.0   | 1  | Autodelta SpA                | Andrea de Adamich Henri Pescarolo            | Alfa Romeo TT33/3 |     |
| 19                 | P 3.0   | 4  | Hubert Ascher                | Klaus Reisch Carlo Facetti                   | Alfa Romeo TT33/3 |     |
| 20                 | P 2.0   | 8  | Guy Edwards                  | Guy Edwards Roger Enever                     | Lola T212         |     |
| 21                 | S 5.0   | 15 | John Wyer Automotive         | Joseph Siffert Derek Bell                    | Porsche 917K      |     |
| 22                 | S 2.0   | 19 | Scuderia Brescia Corse       | Franco Berruto Angelo Mola                   | Porsche 906       |     |
| 23                 | GT +2.0 | 41 | Autohaus Max Moritz          | Klaus Utz Rolf Göring                        | Porsche 911S      |     |
| Nicht gestartet    |         |    |                              |                                              |                   |     |
| 24                 | S 5.0   | 23 | Herbert Müller               | Heinrich Wiesendanger Masten Gregory         | Ferrari 512S      | 1   |
| 25                 | GT 2.0  | 45 | Squadra Tartaruga            | Ernst Seiler Peter Ettmüller                 | Porsche 914/6     | 2   |
| 26                 | S 5.0   | T  | John Wyer Automotive         | Pedro Rodríguez Richard Attwood Derek Bell   | Porsche 917K      | 3   |
| 27                 | P 3.0   | 2T | Autodelta SpA                | Nanni Galli Henri Pescarolo                  | Alfa Romeo 33TT3  | 4   |
| Nicht qualifiziert |         |    |                              |                                              |                   |     |
| 28                 | GT 2.0  | 35 | Scuderia Brescia Corse       | Mario Ilotte                                 | Porsche 914/6     | 5   |
| 29                 | GT 2.0  | 40 | Autohaus Max Moritz          | Gerd Quist Dietrich Krumm                    | Porsche 914/6     | 6   |
| 30                 | GT 2.0  | 47 | Alexander Nolte              | Willi Nolte Christmann                       | Porsche 914/6     | 7   |
| 31                 | GT +2.0 | 49 | Pierre Mauroy                | Raymond Touroul Pierre Mauroy                | Porsche 911S      | 8   |
| 32                 | GT 2.0  | 51 | Köflach Sebring              | E. Lasing P. Holfont                         | Lotus 47          | 9   |

1 Motorschaden im Training
2 nicht gestartet
3 Trainingswagen
4 Trainingswagen
5 nicht qualifiziert
6 nicht qualifiziert
7 nicht qualifiziert
8 nicht qualifiziert
9 nicht qualifiziert

### Nur in der Meldeliste
Hier finden sich Teams, Fahrer und Fahrzeuge, die ursprünglich für das Rennen gemeldet waren, aber aus den unterschiedlichsten Gründen daran nicht teilnahmen.
| Pos. | Klasse   | Nr. | Team                         | Fahrer                             | Chassis          |
| ---- | -------- | --- | ---------------------------- | ---------------------------------- | ---------------- |
| 33   | S 5.0    |     | Martini International Racing | Vic Elford                         | Porsche 917K     |
| 34   | P 2.0    | 5   | Georges Dumoing              | Georges Dumoing Gérard Cerrutti    | Lola T212        |
| 35   | P 2.0    | 6   | Martin Ridehalgh             | Martin Ridehalgh Bill McGovern     | Dulon LD11P      |
| 36   | P 3.0    | 9   | Otto Stuppacher              | Otto Stuppacher Kurt Rieder        | Porsche 908/02   |
| 37   | S 2.0    | 17  | Settimo                      | Teodoro Zeccoli Carlo Facetti      | Alfa Romeo T33/2 |
| 38   | S 5.0    | 20  | Zitro Racing                 | Dominique Martin                   | Porsche 917K     |
| 39   | P 2.0    | 21  | Brian Martin                 | Peter Gayton Edward Negus          | Martin BM8       |
| 40   | S 2.0    | 25  | Mike Carton                  | Roger Heavens Mike Carton          | Chevron B16      |
| 41   | P 2.0    | 27  | Brian Martin                 | Brian Martin Terry Croker          | Martin BM8       |
| 42   | S 2.0    | 29  | André Wicky Racing Team      | Michel Dupont Georges Morand       | Chevron B16      |
| 43   | GT 2.0   | 39  | Kremer Racing                |                                    | Porsche 914/6    |
| 44   | GT + 2.0 | 42  | Rolf Götz                    | Rolf Götz Gerhard Denu             | Porsche 911S     |
| 45   | GT + 2.0 | 48  | Jacques Rey                  | Jacques Rey Jean-Pierre Cassegrain | Porsche 911S     |
| 46   | GT + 2.0 | 50  | Ennio Bonomelli              | Ennio Bonomelli                    | Porsche 911S     |
| 47   | GT + 2.0 | 53  | Porsche Club Romand          | Aake Andersson Jürgen Barth        | Porsche 911S     |

### Klassensieger
| Klasse  | Fahrer               | Fahrer           | Fahrer       | Fahrzeug         | Platzierung im Gesamtklassement |
| ------- | -------------------- | ---------------- | ------------ | ---------------- | ------------------------------- |
| S 5.0   | Pedro Rodríguez      | Richard Attwood  |              | Porsche 917K     | Gesamtsieg                      |
| P 3.0   | Toine Hezemans       | Nino Vaccarella  |              | Alfa Romeo T33/3 | Rang 2                          |
| S 2.0   | Ennio Bonomelli      | Vincenzo Cazzago |              | Porsche 910      | Rang 5                          |
| GT +2.0 | Clemens Schickentanz | Peter Kersten    |              | Porsche 911S     | Rang 6                          |
| GT 2.0  | Günter Steckkönig    | Dieter Schmid    | Roland Bauer | Porsche 914/6    | Rang 9                          |

### Renndaten
- Gemeldet: 45
- Gestartet: 23
- Gewertet: 11
- Rennklassen: 5
- Zuschauer: unbekannt
- Wetter am Renntag: kalt und regnerisch
- Streckenlänge: 5,911 km
- Fahrzeit des Siegerteams: 5:04:26,100 Stunden
- Gesamtrunden des Siegerteams: 170
- Gesamtdistanz des Siegerteams: 1004,870 km
- Siegerschnitt: 198,047 km/h
- Pole Position: Pedro Rodríguez – Porsche 917K (#16) – 1:39,490 = 213,887 km/h
- Schnellste Rennrunde: Pedro Rodríguez – Porsche 917K (#16) 1:39,350 = 214,188 km/h
- Rennserie: 10. Lauf zur Sportwagen-Weltmeisterschaft 1971